# Gran Premio de Copenhague
El Gran Premio de Copenhague era una carrera ciclista de la modalidad de velocidad que se disputaba anualmente en Copenhague. La primera edición databa del 1898 y duró hasta el 1977, con algunas interrupciones. El danés Thorvald Ellegaard fue el ciclista con más victorias, con once triunfos en la categoría de profesional.

## Palmarés

### Profesional
| - 1898: Jean-Baptiste Louvet - 1899: Thorvald Ellegaard - 1900: Harie Meyers - 1901: Thorvald Ellegaard - 1902: Thorvald Ellegaard - 1903: Thorvald Ellegaard - 1904: Thorvald Ellegaard - 1905: Thorvald Ellegaard - 1906: Thorvald Ellegaard - 1907: Thorvald Ellegaard - 1908: Walter Rütt - 1909: Walter Rütt - 1907: Thorvald Ellegaard - 1911: Thorvald Ellegaard - 1912: Walter Rütt - 1913: Walter Rütt - 1914: Thorvald Ellegaard - 1915-1921: no se disputó - 1922: Robert Spears - 1923: Cesare Moretti - 1924: Cesare Moretti - 1925: Robert Spears - 1926: Cesare Moretti | - 1927: Lucien Michard - 1928: Piet Moeskops - 1929: Lucien Michard - 1930: Lucien Michard - 1931: Willy Falck Hansen - 1932: Jef Scherens - 1933: Willy Falck Hansen - 1934: Jef Scherens - 1935: Louis Gérardin - 1936: Jef Scherens - 1937: Jef Scherens - 1938: Arie van Vliet - 1939: Jef Scherens - 1940: Willy Falck Hansen - 1941: Willy Falck Hansen - 1942: Jan Derksen - 1943: Jens Petersen - 1944: Carl Koblauch - 1945: Willy Falck Hansen - 1946: Jef Scherens - 1947: Arie van Vliet - 1948: Arie van Vliet - 1949: Reginald Harris | - 1950: Arie van Vliet - 1951: Jan Derksen - 1952: Arie van Vliet - 1953: Arie van Vliet - 1954: Reginald Harris - 1955: Reginald Harris - 1956: Reginald Harris - 1957: Reginald Harris - 1958: Roger Gaignard - 1959: Oscar Plattner - 1960: Antonio Maspes - 1961: Antonio Maspes - 1962: Antonio Maspes - 1963: Léo Sterckx - 1964-1969: no se disputó - 1970: Sante Gaiardoni - 1971: Gordon Johnson - 1972-1973: no se disputó - 1974: Peder Pederson - 1975: John Nicholson - 1976: John Nicholson - 1977: John Nicholson |

### Amateur
| - 1908: Erik Kjeldsen - 1909: Einar Uttanthal - 1910: J.G. Anderson - 1911: Emil Shröder - 1912: Aage Wind Hansen - 1913: J.P. Hojer - 1914: Erik Kjeldsen - 1915 no se disputó - 1916: Joseph Verhein - 1917: Erik Kjeldsen - 1918: Herman Kjeldsen - 1919: Henri Brask Andersen - 1920: Henri Brask Andersen - 1921: Henri Brask Andersen - 1922: Georges Owen - 1923: Oscar Christian Guldager - 1924: Edmund Carl Andersen - 1925: Paul Ozmella - 1926: Willy Falck Hansen - 1927: Mathias Engel - 1928: Willy Falck Hansen - 1929: Bruno Pellizzari - 1930: Louis Gerardin | - 1931: Maurice Perrin - 1932: Jacobus Van Egdmond - 1933: Franz Dusika - 1934: Toni Merkens - 1935: Arie van Vliet - 1936: Toni Merkens - 1937: Pierre Georget - 1938: Bruno Loatti - 1939: Italo Astolfi - 1940: Bruno Eriksen - 1941: Eron Manager - 1942: Erick Falck Hansen - 1943: Carl Koblauch - 1944: Henry K. Nielsen - 1945: Ibn Vagn Hansen - 1946: Oscar Plattner - 1947: Cornelius Bijster - 1948: Axel Carl Schandorff - 1949: Axel Carl Schandorff - 1950: Jan Hijzelendoorn - 1951: Enzo Sacchi - 1952: Jan Hijzelendoorn - 1953: Cesare Pinarello - 1954: Lloyd Binch | - 1955: Guisseppe Ogna - 1956: John Tressider - 1957: Guglielmo Pesenti - 1958: Valentino Gasparella - 1959: Valentino Gasparella - 1960: Sante Gaiardoni - 1961: Sergio Bianchetto - 1962: Sergio Bianchetto - 1963: Angelo Damiano - 1964: Daniel Morelon - 1965: Daniel Morelon - 1966: Daniel Morelon - 1967: Omari Phakadze - 1968: Daniel Morelon - 1969: Daniel Morelon - 1970: Daniel Morelon - 1971: Omari Phakadze - 1972: Daniel Morelon - 1973: Daniel Morelon - 1974: Sergei Kravtsov - 1975: Daniel Morelon - 1976: Giorgio Rossi - 1977: Anton Tkac - 1978: Anton Tkac | - 1979: Miroslav Vynazal - 1980: Yvon Cloarec - 1981: Koichi Nakano - 1982: Lutz Hesslich - 1983: Vratistav Sustr - 1984: Lutz Hesslich - 1985: Michael Hübner - 1986: Lutz Hesslich - 1987: Lutz Hesslich - 1988: Lutz Hesslich - 1989: Fréderic Magné - 1990: Michael Hübner - 1991: Curtis Hattner - 1992: Gary Neiwand - 1993: Roberto Chiappa - 1994: Jens Fiedler - 1995: Michael Hübner - 1996 no se disputó - 1997: René Wolff - 1998: Brian Dandanell - 1999: Brian Dandanell - 2000: Jaroslav Jerabek - 2001 no se disputó - 2002: Craig McLean |